# سسک پالاس
سسک پالاس(نام علمی: Phylloscopus proregulus) نام یک گونه از زیرراسته پرنده آوازخوان است.